# Ghiacciaio Rybak
Il ghiacciaio Rybak è un ghiacciaio situato sull'Isola di re Giorgio, la più grande delle Isole Shetland Meridionali, a nord del termine della Penisola Antartica. Il ghiacciaio si trova in particolare nella parte centrale della costa meridionale dell'isola, dove fluisce verso ovest, lungo il versante occidentale del duomo Cracovia, scorrendo tra i nunatak Rembiszewski, a nord, e il picco Puchalski, a sud, fino a entrare nella baia dell'Ammiragliato.

## Storia
Il ghiacciaio Rybak è stato mappato durante la spedizione francese in Antartide svoltasi dal 1908 al 1910 al comando di Jean-Baptiste Charcot, ed è stato battezzato dai partecipanti a una spedizione polacca di ricerca antartica svoltasi nel 1980 con la parola polacca per "pescatore", ossia "rybak".